# Манукян, Хэйг
Хэйг Манукян (23 мая 1916 года — 26 мая 1980 года) — армяно-американский профессор кино Нью-Йоркского университета, который оказал огромное влияние на многих кинематографистов, в том числе и на Мартина Скорсезе, который был его студентом. Мартин Скорсезе назвал манукские учения «самым драгоценным подарком, который я когда-либо получал».

## Мартин Скорсезе
Манукян был сопродюсером первого художественного фильма Скорсезе «Who's That Knocking at My Door». Классический фильм Мартина Скорсезе «Бешеный бык» посвящен ему. Скорсезе назвал Манукяна одним из своих самых больших вдохновителей.

## Арес Демерцис
Режиссёр и оператор Арес Демерцис был студентом, а затем аспирантом Манукяна. Он задокументировал часть своего опыта в коротком рассказе, опубликованном в ежемесячном веб-журнале New English Review под названием «TMR 101, Создание режиссера».